# Deportivo Upala Fútbol Club
El Deportivo Upala F.C. es un equipo de fútbol costarricense que juega en la Segunda División de Costa Rica.

## Historia
Fue fundado en el año 2015 en el cantón de Upala, en la Provincia de Alajuela. Sería refundado en 2022. Este equipo surgió como una Academia de fútbol para niños y jóvenes en la zona de Upala.
Debido a la pandemia del COVID-19 que afectó al país y al mundo entero, obligó a que el equipo desapareciera debido a la falta de recursos económicos, sin embargo para el 2022 un grupo de empresarios de la zona de Upala deciden volver a crear el equipo con apoyo de la Municipalidad de Upala y de algunos exfutbolistas.
En la Temporada 2023-2024, durante el Apertura 2023, llega a disputar la Final del certamen, tras concluir en la tercera posición del Grupo A de la Zona Chorotega con 15 puntos. Ya en la fase de Octavos de final cae vencido por el cuadro del CD Pavas en el global 6 a 3, sin embargo debido a una mala alineación del cuadro josefino en la serie, el cuadro de Pavas es eliminado del torneo y Upala avanza a cuartos de final, donde elimina al conjunto de San Migool en el global 4 a 1. Ya en semifinales se enfrenta al cuadro del Águila F.C. de Guanacaste, donde en una serie muy dramática elimina a los pamperos en el global 5 a 4.
Ya en la Final la disputa ante el cuadro de AD Rosario donde caen en el global 1 a 3, tras perder la ida por este marcador y en la vuelta terminar empatando sin goles. 
Para el Clausura 2024, termina como líder de su Grupo en la Zona Chorotega con 24 puntos en 10 juegos. En la fase de octavos de final, elimina sin problemas al CD Pavas en el global 3 a 1, en cuartos de final se midieron al conjunto del Municipal Coto Brus, donde eliminan a los sureños en el global 6 a 3, ya en las semifinales eliminan al cuadro del Municipal Desamparados, donde ganaron el juego de ida de visita por 3 a 0 y en el juego de vuelta goleó a los desamparadeños por 7 a 2 para clasificarse nuevamente a la Final del Clausura 2024.
En el primer juego de la Final del Clausura, venció por la mínima a AD Rosario 1 por 0 e irse con la ventaja en el global al juego de vuelta. Ya en la vuelta consiguen un empate 2 a 2 en el Estadio Jorge "Palmareño" Solís, y ganar el global 3 a 2, para así coronarse como campeones del Clausura 2024 y obligar a una Gran Final.
Actualmente este equipo cuenta con una planilla de jugadores entre juventud y veteranía, muchos de ellos con paso por el fútbol de la Primera División se trata del volante Juan Gabriel Bustos Golobio, quién jugó con el Deportivo Saprissa, Club Sport Cartaginés y Sporting F. C.. También el defensor Albán Gómez, quién militara con el Municipal de Pérez Zeledón así como el argentino, Luciano Bostal.

### Ascenso a la Segunda División
En junio de 2024, logra campeonizar en la Temporada 2023-2024 de la LINAFA, tras vencer en la final al cuadro de AD Rosario en el global 2 por 0, tras igualar en la ida en Palmares 0 por 0 y en la vuelta jugada en el Polideportivo de Cartagena, derrotó a los naranjeños 2 por 0 con goles de Juan Bustos Golobio al minuto 49 y de Gerald Jiménez al minuto 80 de juego. Para lograr el cetro de la Segunda B y por primera vez su ascenso a la Liga de Ascenso.

## Datos del club

#### Segunda División
- Primer partido: 9 de agosto de 2024, vs Municipal Grecia
- Primera victoria: 8 de setiembre de 2024, 2-1 vs San Carlos F.C.
- Primera victoria como local:  8 de setiembre de 2024, 2-1 vs San Carlos F.C.
- Primera victoria como visitante: 8 de marzo de 2025, 7-0 vs Municipal Grecia
- Primera derrota:  18 de agosto de 2024, 0-1 vs Quepos Cambute
- Primera derrota como local:  22 de agosto de 2024, 0-2 vs Jicaral
- Primera derrota como visitante:  18 de agosto de 2024, 0-1 vs  Quepos Cambute
- Primer gol:9 de agosto de 2024,  Ariel Contreras, vs Municipal Grecia.
- Mayor goleada a favor:9 de marzo de 2025, 7-0 vs Municipal Grecia.
- Máximo goleador:Andrés Jiménez con 22 tantos

## Palmarés

### Títulos nacionales
| Competiciones nacionales             | Títulos          | Subcampeonatos |
| ------------------------------------ | ---------------- | -------------- |
| Tercera División de Costa Rica (1/1) | LINAFA 2023-2024 | AP-2023        |